# Vela als Jocs Olímpics d'estiu de 1920 - 12 metres
La regata de vaixells de 12 metres va ser una de les proves de vela que es van disputar al camp de regates d'Oostende durant els Jocs Olímpics d'Anvers de 1920. Es van disputar dues modalitats, 1907 i 1919 rating, amb la participació de dos vaixells amb un total de divuit participants procedents d'una nacionalitat. La competició es va disputar entre el 7 i el 9 de juliol de 1920.

## Medallistes
| Classe                          | Or | Plata         | Bronze        |
| 12 metres (1907 rating)         | Noruega · AtlantaHenrik Østervold · Jan Østervold · Ole Østervold · Hans Næss · Halvor Møgster · Halvor Birkeland · Rasmus Birkeland · Kristian Østervold · Lauritz Christiansen | No es concedí | No es concedí |
| 12 metres (1919 rating) detalls | Noruega · Heira II · Johan Friele · Olaf Ørvig · Arthur Allers · Christen Wiese · Martin Borthen · Egill Reimers · Kaspar Hassel · Thor Ørvig · Erik Ørvig                       | No es concedí | No es concedí |

## Resultats finals

### 12 metres (1907 rating)
| Posició | Tripulació | Iot               | Regata I | Regata I | Regata II | Regata II | Final |
| Posició | Tripulació | Iot               | Pos.     | Punts    | Pos.      | Punts     | Pos.  |
| ------- | --- | ----------------- | -------- | -------- | --------- | --------- | ----- |
| 1       | Henrik Østervold Jan Østervold Ole Østervold Hans Næss Halvor Møgster Halvor Birkeland Rasmus Birkeland Kristian Østervold Lauritz Christiansen | Noruega · Atlanta | 1        | 1        | 1         | 1         | 2     |

### 12 metres (1919 rating)
| Posició | Tripulació | Iot                | Regata I | Regata I | Regata II | Regata II | Final |
| Posició | Tripulació | Iot                | Pos.     | Punts    | Pos.      | Punts     | Pos.  |
| ------- | --- | ------------------ | -------- | -------- | --------- | --------- | ----- |
| 1       | Johan Friele Olaf Ørvig Arthur Allers Christen Wiese Martin Borthen Egill Reimers Kaspar Hassel Thor Ørvig Erik Ørvig | Noruega · Heira II | 1        | 1        | 1         | 1         | 2     |

- NF - no finalitza / NS - no surt